# アゾル・マトゥシワ
アゾル・マトゥシワ（Azor Matusiwa、1998年4月28日 - ）は、オランダ・ヒルフェルスム出身のサッカー選手。リーグ・アン・レンヌ所属。ポジションはMF。
兄のディアンギ・マトゥシワもアンゴラ代表のサッカー選手。

## クラブ経歴
2016年11月21日、ヨングFCユトレヒト戦にてプロデビュー。
2019年1月、シーズン終了までデ・フラーフスハップにレンタルした。
2019年7月1日、FCフローニンゲンに4年契約で移籍した。
2021年8月31日、スタッド・ランスに5年契約で移籍した。
2024年1月22日、スタッド・レンヌに4年半契約で移籍した。

## タイトル
ヨング・アヤックス
- エールステ・ディヴィジ: 2017-18